# Ramon Vinyes
Ramon Vinyes i Cluet (Berga, Cataluña, España, 1882 – Barcelona, 1952) fue un librero, empresario y escritor español de relatos y obras de teatro en catalán.

## Biografía
Su familia se trasladó a Barcelona siendo un niño. Escribió en diversas revistas literarias. Vivió muchos años en Barranquilla, Colombia, donde dirigió la revista Voces, la más vanguardista del país e integró el Grupo de Barranquilla. Sirvió de modelo a Gabriel García Márquez para el el sabio catalán, personaje de Cien años de soledad. En 1931 volvió a Barcelona pero, tras la Guerra Civil española, de nuevo se exilió en Colombia.

## Obra

### Teatro
- Qui no és amb mi.
- Peter's bar.
- La creu del sud.
- Comiat a trenc d'alba.
- Els qui mai no s'aturen.
- Entre dues músiques.
- Li deien germà Congre.
- Fum sobre el teulat.
- El bufanúvols.

### Narraciones
- A la boca dels núvols.
- Entre sambes i bananes.